# A Era da Incerteza (livro)
A Era da Incerteza é um livro do economista John Kenneth Galbraith e também uma série televisiva co-produzida pela BBC, CBC, KCET e TVOntario e que foi escrita e apresentada por Galbraith. A série televisiva foi transmitida em Portugal pela RTP2 entre 15 de outubro de 1979 e 14 de janeiro de 1980, mais uma mesa-redonda a 21 de janeiro, às segundas-feiras às 20 horas e 30 minutos, antes do Informação 2.
Foi um livro importante do fim do século XX, escrito por John Kenneth Galbraith, um influente economista, nascido canadense e naturalizado estadunidense, mentor intelectual de importantes teorias econômicas e da reconstrução da economia mundial do pós guerra.
Resumo:O século XX foi um período  marcado por grandes convicções. De modo geral, muitos filósofos estavam confiantes no poder da razão, os cientistas, entusiasmados com o progresso tecnológico, os capitalistas radiantes com as vantagens da expansão indústria, os românticos, vibrando com a valorização da pátria e dos sentimentos nacionais, os socialistas, pregando ardorosamente a construção do socialismo e assim por diante.
```
           Poucas dessas convicções subsistiriam intactas  no século XX, que por isso foi caracterizado como uma era das incertezas.
           A era da incerteza é o titulo de um livro do economista canadense John Kenneth Galbrait que analisa e compara as grandes certezas do pensamento econômico do século XIX com as incertezas com que os problemas foram enfrentados no século XX.
           Isso começou a verificar-se logo na passagem do século XIX para o XX, quando Freud fundou a psicanálise e surgiram as psicologias do inconsciente, colocando dúvidas sobre a hegemonia da razão nos assuntos humanos.
           Quase paralelamente, Einstein formulou a teoria da relatividade e, algum tempo depois, Heisenberg enunciou o principio da incerteza, lançando as bases de uma progressiva mudança de paradigmas na ciência
```